# 부다페스트 공세
부다페스트 공세는 소련 및 루마니아군이 헝가리와 추축 동맹국인 나치 독일을 상대로 감행한 대규모 공격이다. 이 공세는 1944년 10월 29일부터 1945년 2월 13일 부다페스트 함락까지 지속되었다. 이 공세는 소련군이 중앙유럽에서 수행한 가장 어렵고 복잡한 공세 중 하나였다. 공세에서 소련은 결정적인 승리를 얻었으며 이를 통해 유럽에서의 제2차 세계 대전 종전을 크게 앞당겼다.

## 서막
1944년 여름 이아시-키시뇨프 공세에서 루마니아 왕국을 확보한 소련군은 발칸반도로 계속 진격했다. 붉은 군대는 8월 31일에 부쿠레슈티를 점령한 후 카르파티아산맥을 넘어 헝가리 서쪽 및 불가리아 남쪽으로 휩쓸었으며, 일부는 베오그라드 공세 과정에서 유고슬라비아 파르티잔과 합류했다. 이 과정에서 붉은 군대는 독일군의 예비 병력을 바르샤바-베를린 중심축에서 빼냈고, 제6군을 (두 번째로) 포위하여 격멸했으며, 남부집단군 우크라이나의 산산조각난 제8군을 서쪽 헝가리로 퇴각하도록 밀어냈다.

## 공세

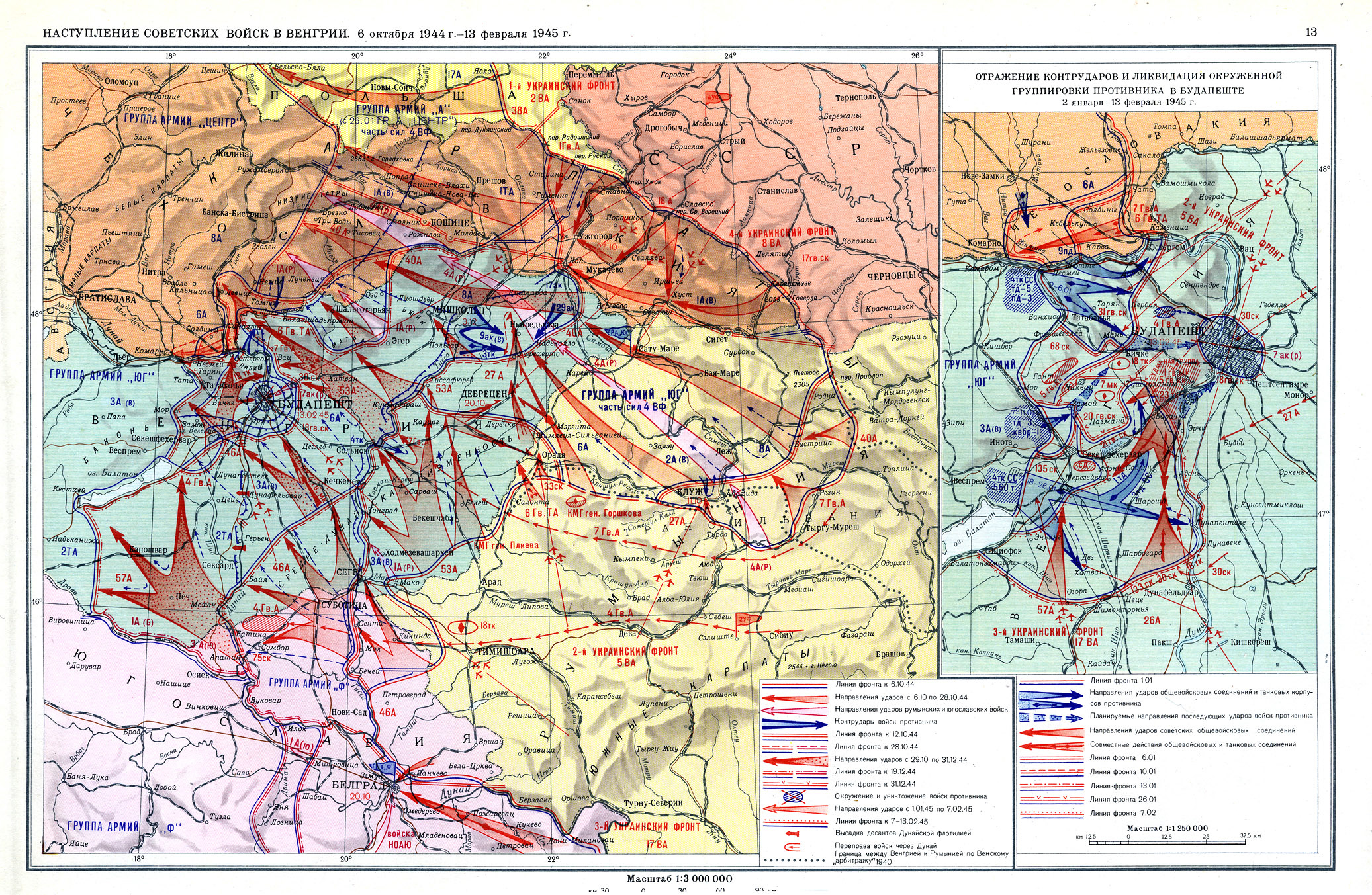
부다페스트 공세 당시 지도

1944년 10월부터 제2우크라이나 전선군, 제3우크라이나 전선군, 제4우크라이나 전선군은 헝가리로 진격했다. 12월 말에 헝가리 수도를 노린 소련군은 부다페스트를 포위하고 공격했다. 1945년 2월 13일에 도시가 함락되었다.
역사 문헌에 따르면, 부다페스트 공세는 총 다섯 시기로 나눌 수 있다.
- 1차 시기(1944년 10월 29일~1944년 11월 3일)와 2차 시기(1944년 11월 7일~1944년 11월 24일)는 로디온 말리놉스키가 이끄는 제2우크라이나 전선군의 두 차례 대규모 공세로 볼 수 있다. 이 두 시기의 전투는 예외적으로 피비린내 나고 격렬했는데, 이는 독일군이 소련의 공격에 강한 저항을 했기 때문이다. 붉은 군대는 상당한 영토를 확보했지만, 독일군의 격렬한 저항과 자신의 공격력 부족으로 부다페스트를 점령하는 데 실패했다.
- 3차 시기(1944년 12월 3일~1944년 12월 26일)에는 베오그라드를 해방시킨 표도르 톨부힌의 제3우크라이나 전선군이 다뉴브강에 도달하여 헝가리 방면에서 소련의 공격력을 크게 강화했다. 이제 충분한 병력을 확보한 소련 전선군은 부다페스트 북쪽과 남쪽에서 양방향 공격을 개시해 마침내 도시를 포위하고 부다페스트 포위망 안에 약 79,000명의 독일 및 헝가리군을 가뒀다.[11]
- 4차 시기(1945년 1월 1일~1945년 1월 26일)는 부다페스트 포위를 풀기 위해 독일 증원군이 개시한 일련의 강력한 반격 기간이다. 일부 독일군 부대는 도시 외곽 깊숙이 침투하는 데 성공했으며 가장 성공적인 부대는 헝가리 수도에서 불과 25km 떨어진 곳까지 진격했다. 하지만 소련군은 독일군의 모든 공격을 견뎌내고 포위망을 유지하는 데 성공했다.
- 마지막으로 5차 시기(1945년 1월 27일~1945년 2월 13일)에는 소련군이 도시 내에서 포위된 방어 병력을 제거하기 위해 병력을 집결했다. 독일군은 약 반달 더 싸운 후 1945년 2월 13일에 항복했고, 이는 부다페스트 지역에서의 4개월간의 피비린내 나는 전투를 종식시켰다. 추정되는 79,000명의 방어 병력 중 사망이나 포로를 피한 사람은 1,000명 미만이었다.

부다페스트 공세 이후 남부집단군의 주력 부대는 사실상 붕괴되었다. 공세 이후 소련과 그 동맹국들에게 빈, 체코슬로바키아, 그리고 독일 남부 국경으로 가는 길이 활짝 열렸다.
소련의 주장에 따르면 부다페스트의 독일군과 헝가리군은 49,000명이 전사하고 110,000명이 포로로 잡혔으며 전차 269대를 파괴당했다.

## 여파
헝가리 지역 대부분의 독일군이 격멸되면서 서부 전선에서 병력이 급히 투입되었고, 3월에는 독일군이 발라톤호 지역에서 실패로 끝난 플라텐지 공세을 개시했다. 이 작전의 전략적 목표는 추축국이 사용할 수 있는 마지막 석유 생산 지역 중 하나를 보호하고 부다페스트를 탈환하는 것이었다. 하지만 두 목표 모두 달성에 실패했다.
소련 선전에서 이 공세는 (베오그라드 공세 및 동카르파티아 공세와 함께) 스탈린의 10회 연쇄공격 중 하나로 등록되었다.

## 같이 보기
- 부다페스트 공방전
- 플라텐지 공세
- 소련의 헝가리 점령

## 참고 문헌
- Frieser, Karl-Heinz; Schmider, Klaus; Schönherr, Klaus; Schreiber, Gerhard; Ungváry, Kristián; Wegner, Bernd (2007). 《Die Ostfront 1943/44 – Der Krieg im Osten und an den Nebenfronten》 [동부 전선 1943-1944: 동부 및 부차 전선의 전쟁]. 《Das Deutsche Reich und der Zweite Weltkrieg [독일 제국과 제2차 세계 대전]》 (독일어) VIII (뮌헨: Deutsche Verlags-Anstalt). ISBN 978-3-421-06235-2.
- Ungváry, Kristián (2003). 《Budapest Ostroma》 [부다페스트 전투] (헝가리어). 런던: I.B. Tauris. ISBN 1-86064-727-8.
- 데이비드 M. 글랜츠, 소련-독일 전쟁 1941–45: 신화와 현실: 개요 에세이.